# Liste der Monuments historiques in Vioménil
Die Liste der Monuments historiques in Vioménil führt die Monuments historiques in der französischen Gemeinde Vioménil auf.

## Liste der Objekte
| Bezeichnung     | Beschreibung    | Standort                           | Kennzeichnung | Schutzstatus | Datum | Bild |
| --------------- | --------------- | ---------------------------------- | ------------- | ------------ | ----- | ---- |
| Prozessionsstab | 19. Jahrhundert | in der Kirche St-Barthélemy (Lage) | PM88001858    | Inscrit      | 1984  |      |